# NGC 7214
NGC 7214 é uma galáxia espiral barrada (SBc/P) localizada na direcção da constelação de Piscis Austrinus. Possui uma declinação de -27° 48' 35" e uma ascensão recta de 22 horas, 09 minutos e 07,6 segundos.
A galáxia NGC 7214 foi descoberta em 30 de Julho de 1834 por John Herschel.